# Elisabethmarkt

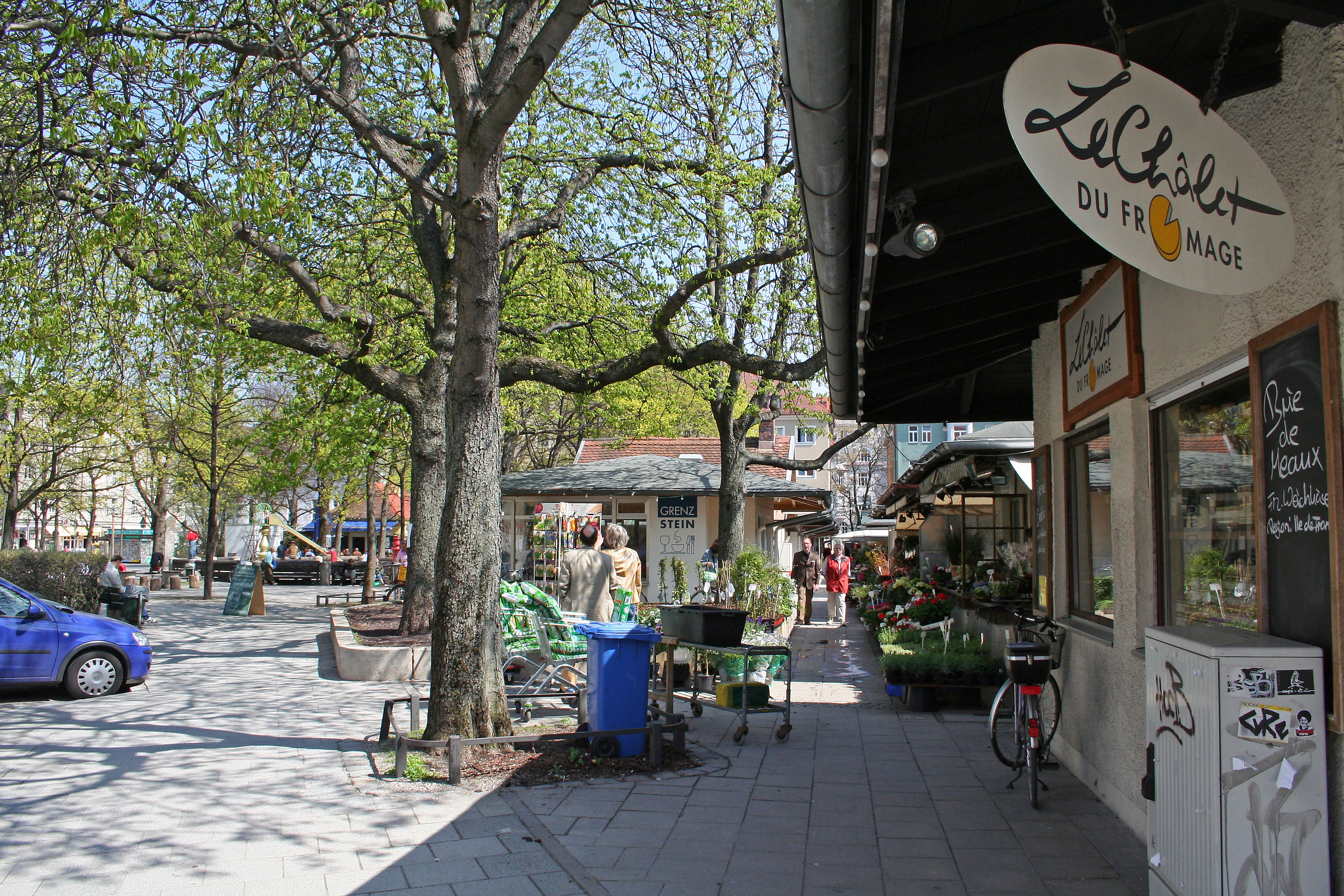
Elisabethmarkt in München

Der Elisabethmarkt (auch: Markt am Elisabethplatz) ist einer der vier ständigen Märkte für Lebensmittel und Blumen in München. Er findet auf dem Elisabethplatz im Stadtteil Schwabing statt. Nach einer Komplettsanierung wurde der Markt im September 2024 wieder eröffnet. Im Juni 2025 wurden zudem auf zwei Marktgebäuden neue konsumfreie Dachterrassen geöffnet.

## Geschichte

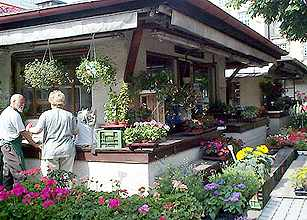
Elisabethmarkt

Benannt wurden der Elisabethplatz und die Elisabethstraße 1898 nach der Kaiserin Elisabeth von Österreich, besser bekannt als Sisi. Sie war die Tochter des Herzogs Max Joseph in Bayern und Cousine von König Ludwig II. 1854 heiratete sie Kaiser Franz Joseph I., nach dem bereits 1894 die Franz-Joseph-Straße benannt worden war. Das Paar weilte des Öfteren bei der Verwandtschaft in Schwabing.
Der Markt am Elisabethplatz wurde 1903 gegründet. Seine Wurzeln reichen allerdings viel weiter zurück: der Elisabethmarkt war ursprünglich als Markt am Maffeianger 1880 gegründet worden. Dieser musste jedoch wegen geplanter Straßenbauarbeiten vom Maffeianger zum Elisabethplatz verlegt werden. Deshalb wurde am 1. Oktober 1903 per Magistratsbeschluss der Markt am Elisabethplatz ins Leben gerufen.
Bei der Mobilmachung zum Ersten Weltkrieg hatte der Markt ein eigenes Inskriptionsbüro, in dem Kriegsanleihen gezeichnet werden konnten. Der Markt selbst bestand aus ein paar ständigen Plätzen sowie aus Tagesverkaufsplätzen, die der Magistrat alle 5 Jahre versteigerte oder vom Marktinspektor verlosen ließ. Die bereits 1903 errichtete Markthalle am Elisabethplatz fiel im Zweiten Weltkrieg den Bomben zum Opfer, die auch den Rest des Marktes schwer beschädigten. Der Marktbetrieb wurde jedoch, so weit als möglich, durch die Händler und die Stadtverwaltung aufrechterhalten. Nach dem Zweiten Weltkrieg wurde der Markt wieder aufgebaut und man ersetzte die Markthalle durch einzelne Verkaufshäuschen, die noch heute das Bild des Elisabethmarktes prägen.
Nachdem 2011 ein TÜV-Gutachten an Ständen Mängel bei Hygiene- und Brandschutz festgestellt hatte, plante die Stadt München den Umbau des Marktes. Anfang 2020 stimmte der Bezirksausschuss den Umbauplänen einschließlich dem Bau einer Tiefgarage unter der Marktfläche zu.
Der Abriss der alten Markthäuschen begann im Sommer 2020. Während der Bauphase befand sich der Markt als Containergebäude auf einem Ausweichstandort vor der Berufsschule an der Arcis-, Ecke Agnesstraße. Allerdings gab es zwischen den Holzcontainern nur eine einzige, drei Meter enge Gasse.
Die Planung sah neue Marktgebäude in Anlehnung an die alte kleinteilige Gebäudestruktur vor. Die Planung für das neue Untergeschoss umfasste eine Tiefgarage sowie Lager- und Technikräume, um so neue Freiräume für eine reizvolle und lebendige Marktfläche entstehen zu lassen.

## Verwaltung

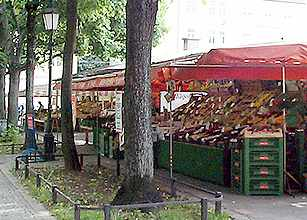
Elisabethmarkt

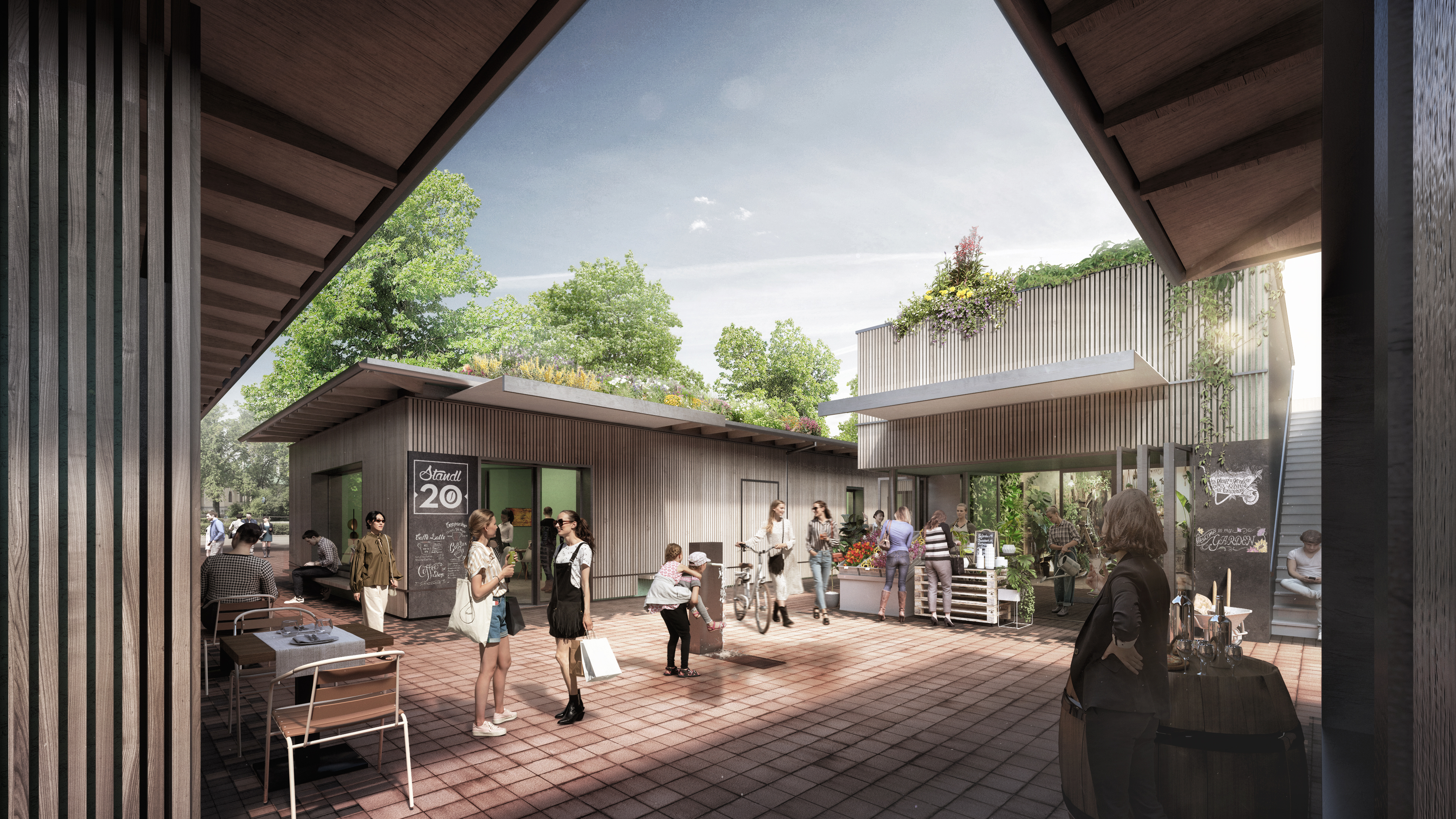
Elisabethmarkt

Der Elisabethmarkt wird von den Markthallen München verwaltet, einem Eigenbetrieb der Stadt München. Die Nutzung des Marktes für Händler, Käufer und Passanten regelt sich über die Lebensmittelmarktsatzung. Diese Satzung gilt auch für den Viktualienmarkt, den Pasinger Viktualienmarkt und den Wiener Markt.
Die Händler des Marktes haben keinen Mietvertrag, sondern eine so genannte Zuweisung (Verwaltungsakt). Dies hat zum einen historische Gründe, da der Markt Teil der Stadtverwaltung ist. Zum anderen ist es in der Lebensmittelmarktsatzung so festgelegt. Die Gebühren setzen sich zusammen aus einer Grundgebühr und einer Umsatzgebühr und richten sich nach der Gebührensatzung für die Lebensmittelmärkte. Eine pauschale Aussage über die Gebühren für einen Stand ist nicht möglich, da durch viele Faktoren (Stand, Keller, Sortiment) für jeden Stand eine eigene Gebühr zustande kommt. Freie Stände werden durch ein öffentliches Ausschreibungsverfahren vergeben - nach Kriterien wie unter anderem Konzept, Erfahrung, wirtschaftlicher Hintergrund.

## Sonstiges

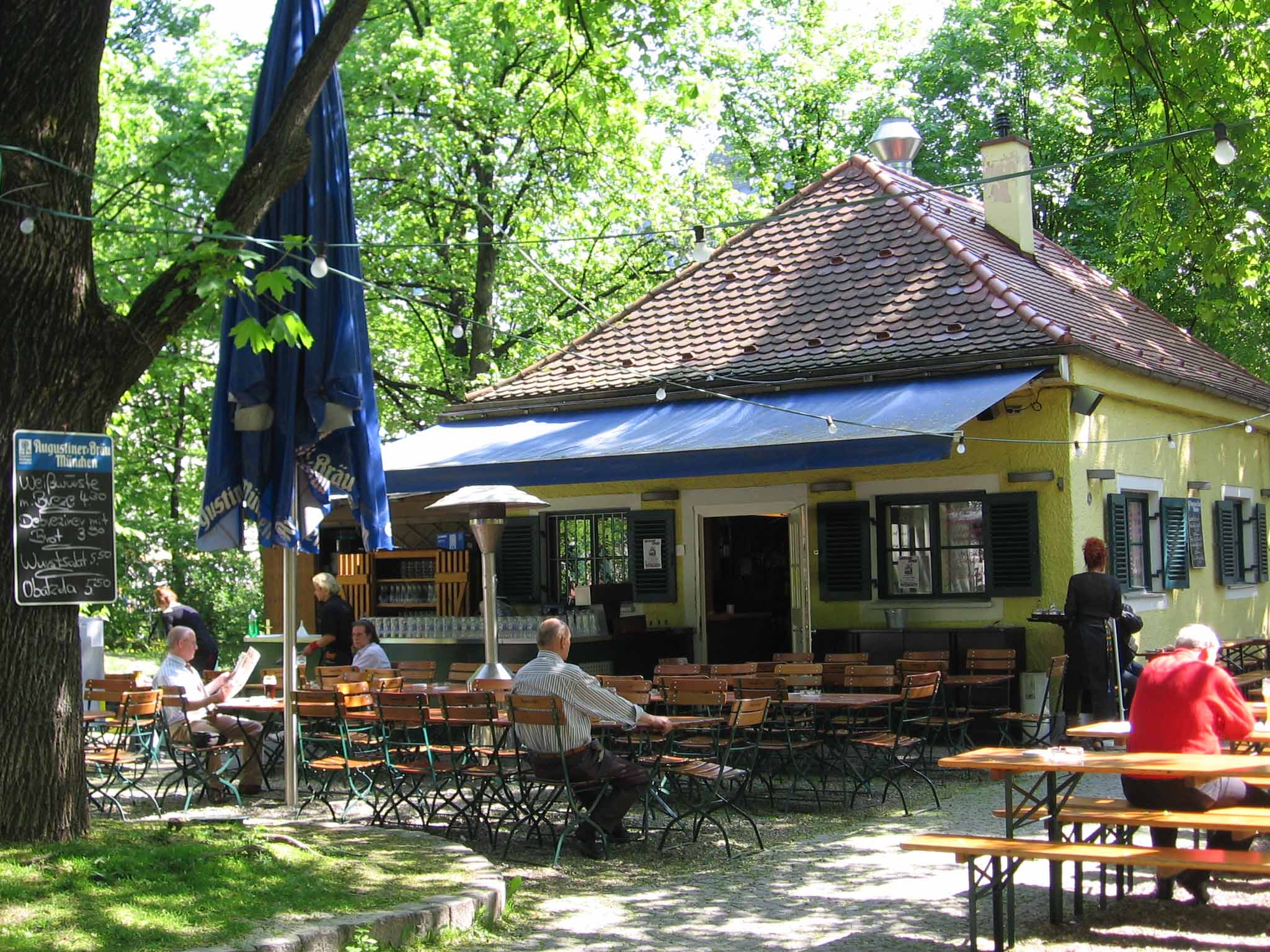
Gaststätte Wintergarten

Der zur Nordendstraße gelegene Pavillon, das Milchhäusl, stammt aus dem späten 19. Jahrhunderts. Den Bau hatte der Arzt und Abstinenzler Carl Brendel angeregt. Er hatte sich die Gesundheit der Bevölkerung, speziell die „Eindämmung des Völkergifts Alkohol“, zum Ziel gesetzt. Entsprechend wachte Brendel damals persönlich darüber, dass hier jeden Morgen ab 5 Uhr früh Milch ausgegeben wurde. Heute findet sich im Milchhäusl ein kleines Lokal namens Wintergarten - mit Biergarten.